# Vedat İnceefe
Vedat İnceefe (* 1. April 1974 in Bandırma, Provinz Balikesir) ist ein ehemaliger türkischer Fußballspieler und -trainer. Aufgrund seiner langjährigen Tätigkeit für Galatasaray wird er mit diesem Verein assoziiert. Mit der Türkischen Nationalmannschaft nahm er an der Europameisterschaft 1996 teil und absolvierte damals noch als Zweitligaspieler alle drei Partien seiner Mannschaft.

## Spielerkarriere

### Verein
Der Abwehrspieler begann seine Fußballkarriere in der Jugendabteilung von Beşiktaş Istanbul. 1993 verließ er Beşiktaş und heuerte beim damaligen Drittligisten Soma Sotesspor an. Bereits nach einem Jahr wechselte er eine Liga höher zum Zweitligisten Demir Çelik Karabükspor. Hier fiel er dem damaligen Nationaltrainer Fatih Terim auf, der ihn als damals unbekannten Zweitligaspieler ohne vorherige Länderspielerfahrung in den Kader der Türkischen Nationalmannschaft für die Fußball-Europameisterschaft 1996 nominiert. Hier spielte er auf Anhieb in der Stammelf und zählte während des Turniers zu den wenigen Spielern, die überzeugen konnten.
Nach Turnierende übernahm Terim Galatasaray Istanbul und veranlasste den Wechsel von İnceefe an seine neue Wirkungsstätte. Hier verbrachte er die meiste Zeit seiner Karriere und feierte auch seine größten Erfolge. So gewann man 2000 den Europäischen Supercup mit Galatasaray Istanbul. 2003 wechselte er zu Vestel Manisaspor, wo er nach drei Jahren seine Profikarriere beendete.

## Trainerkarriere
Nach dem Ende seiner Spielerlaufbahn entschied sich İnceefe für eine Trainerkarriere. Als erste Tätigkeit übernahm er in der Spielzeit 2010/11 den Drittligisten Yeni Malatyaspor. Diesen Verein verließ er zum Ende 2011. Für die neue Spielzeit übernahm er den Hauptstadtverein Bugsaş Spor. Diesen Verein verließ er nach acht Wochen.
İnceefe begann ab dem Sommer 2013 für die Nachwuchsabteilung seines früheren Vereins Galatasaray Istanbul zu arbeiten und betreute hier die U-19-Mannschaft. Nachdem im Herbst 2013 sein Förderer Fatih Terim von seinem Amt als Cheftrainer von Galatasaray überraschend entlassen wurde, kritisierte İnceefe den Vereinspräsidenten Ünal Aysal stark und gab ebenfalls seinen Rücktritt bekannt.
Nach der Trennung übernahm Terim die türkische Nationalmannschaft als Cheftrainer und holte im Jahre 2014 İnceefe in seinen Assistentenstab. Anfang 2014 wurde er zum Cheftrainer der U-19-Nationalmannschaft ernannt. Des Weiteren arbeitete er vom 16. März 2015 bis 31. Juli 2018 als Co-Trainer der türkischen A-Nationalmannschaft unter den Cheftrainern Terim (27 Spiele) und Mircea Lucescu (11 Spiele). Im August 2018 wurde er zum Cheftrainer der türkischen U-21-Nationalmannschaft ernannt.

## Sperre durch Fußballverband
Nach einem Ligaspiel in der Saison 1999/00 gegen MKE Ankaragücü wurde Vedat İnceefe vom türkischen Fußballverband zu einer Sperre von sechs Monaten verurteilt nach einem Kopfstoß und Biss gegen seinen Gegenspieler.

## Erfolge
- UEFA Super Cup: 2000
- Türkischer Meister: 1997, 1998, 1999, 2002
- Türkischer Pokalsieger: 1999